# Катарина Жутић
Катарина Жутић (Београд, 24. октобар 1972) српска је филмска, позоришна и гласовна глумица. Њени родитељи су Милош Жутић и Светлана Бојковић, такође глумци.

## Биографија
Катарина Жутић је рођена у Београду, 24. октобра 1972. године. Глуму је дипломирала на Факултету драмских уметности у Београду у класи професора Предрага Бајчетића, својом драматизацијом Белих ноћи. Дипломска представа Преферанс играна је две сезоне на сцени Београдског драмског позоришта. Студирала је заједно са Ненадом Јездићем, Исидором Минић, Милицом Михајловић, Аном Софреновић, Бојаном Маљевић... Стални члан Атељеа 212 је од 1998. године.
Фотографисала се нага за Српско издање часописа Плејбој који је издат у јулу 2004. године.
Жутићева је од лета 2013. године почела да се бави и музиком. Заједно са Нинославом Филиповићем „Ниноџимом“ и Немањом Аћимовићем „Акимом“ чини бенд Камиказе. Свира бас и спрема албум са момцима. Како главни разлог бављења музиком наводи скретање пажње на еколошке проблеме. Досад је издата дебитантска песма Химна, која се састоји из насумичних јапанских речи и имена, док је за јесен 2013. године најављен еколошки сингл Пластични метузалеми. Други сингл још увек није издат.
У браку је са Немањом Аћимовићем, бубњарем групе „Јарболи”.

## Награде
- Стеријина награда за улогу Ерне у представи "Казимир и Каролина"
- Награда Царица Теодора, за улогу Лизе у филму Византијско плаво на Филмском фестивалу у Нишу
- Статуета Ћуран за најбољу улогу у представи "Крчмарица Мирандолина" на фестивалу "Дани комедије" у Јагодини, 2007. године.
- Награда за најбољу женску улогу (улога Кате) у представи "Неваљала принцеза" на дечјем фестивалу у Котору,
- Награда за најбољу епизодну улогу у филму Небеска удица на Филмском фестивалу у Нишу.
- Награда "Вечерњих новости" за најбољу младу глумицу, за улогу у представи "Љубавник великог стила", на фестивалу "Дани комедије" у Јагодини
- Глумачка награда на "Међународном фестивалу позоришта за дјецу" у Бањој Луци за "Неваљалу принцезу" 2007. године.
- Награда за најбољу епизодну улогу у представи "Казимир и Каролина" на Међународном фестивалу малих сцена у Ријеци

## Филмографија
| Год.       | Назив                                | Улога                         |
| ---------- | ------------------------------------ | ----------------------------- |
| 1990-е     |                                      |                               |
| 1992.      | Црни бомбардер                       | ДДТ                           |
| 1992.      | Слон бетон телевисион                |                               |
| 1993.      | Византијско плаво                    | Лиза                          |
| 1996.      | Последњи образ                       |                               |
| 1998.      | Канал мимо                           | Дада                          |
| 1999.      | Небеска удица                        | Жози                          |
| 1999.      | Тројка                               | Катарина                      |
| 1999.      | Пропутовање                          |                               |
| 2000-е     |                                      |                               |
| 2000.      | Картина                              | Каја                          |
| 2000.      | Небеска удица                        | Жози                          |
| 2000.      | Дорћол-Менхетн                       | Светлана                      |
| 2001.      | Буди фин                             |                               |
| 2003.      | М(ј)ешовити брак                     | Милица                        |
| 2004.      | Пљачка Трећег рајха                  | Главоњина жена Роса           |
| 2008.      | Љубав и мржња                        | Вера                          |
| 2008.      | Рањени орао (ТВ серија)              | Анка Ђуровић                  |
| 2009.      | Српски филм                          | Лејла                         |
| 2010-е     |                                      |                               |
| 2011.      | Заједно                              | Нина                          |
| 2011.      | Непобедиво срце                      | Катица                        |
| 2013.      | Мит о Сизифу                         |                               |
| 2014.      | Усуд                                 |                               |
| 2015.      | Ургентни центар                      | Дуња Чук                      |
| 2016.      | Јесен самураја                       | Конобарица Рада               |
| 2017.      | Santa Maria della Salute (ТВ серија) | Весна Милојевић               |
| 2018.      | Апсурдни експеримент                 |                               |
| 2019.      | Моја генерација Z                    | Вида                          |
| 2020-е     |                                      |                               |
| 2020-2021. | Тате                                 | Ружа                          |
| 2020.      | Мочвара (ТВ серија)                  | Драгана                       |
| 2021.      | Име народа                           | Милица Томић, старија         |
| 2021.      | Породица                             | Славица Ђукић Дејановић       |
| 2021.      | Име народа (мини-серија)             | Милица Томић, старија         |
| 2021.      | Швиндлери                            | Ана Беговић                   |
| 2021-2022. | Јунаци нашег доба 2                  | Светлана Вукашиновић “Цакана” |
| 2022.      | Зборница                             |                               |
| 2024.      | Апсурдни експеримент                 |                               |

## Улоге у синхронизацијама
| Година синх. | Филм/серија                         | Лик(ови)           |
| ------------ | ----------------------------------- | ------------------ |
| 2000.        | Кирику и вештица                    | Причалица          |
| 2008.        | Мадагаскар 2: Бег у Африку          | Глорија            |
| 2011.        | Кунг фу панда 2                     | Мајсторица Тигрица |
| 2008.        | Мадагаскар 3: Најтраженији у Европи | Глорија            |
| 2016.        | Кунг фу панда 3                     | Мајсторица Тигрица |